# Express Scripts
Express Scripts est une entreprise de prescription médicale américaine. Elle est basée à Saint-Louis et fait partie de l'indice NASDAQ-100

## Histoire
En août 2009, Express Scripts acquiert WellPoint pour 4,675 milliards de dollars.
En juillet 2011, Express Scripts acquiert Medco Health Solutions pour 29,1 milliards de dollars.
En octobre 2017, Express Scripts annonce l'acquisition d'eviCore pour 3,6 milliards de dollars.
En mars 2018, Cigna annonce lancer une offre d'acquisition sur Express Scripts pour 53 milliards de dollars.